# بخش مارگارتا (شهرستان اری، اوهایو)
بخش مارگارتا (به انگلیسی: Margaretta Township) یک منطقهٔ مسکونی در ایالات متحده آمریکا است که در شهرستان ایری، اوهایو واقع شده‌است.
 بخش مارگارتا ۱۲۹٫۹ کیلومتر مربع مساحت و ۵٬۹۸۱ نفر جمعیت دارد و ۱۸۹ متر بالاتر از سطح دریا واقع شده‌است.